# Amalur (coalición política)
Amalur fue el nombre de una coalición electoral del País Vasco francés formada por el partido ecologista Europe Écologie-Les Verts y el partido nacionalista vasco Eusko Alkartasuna (EA) para las elecciones legislativas de Francia de 2012. En total obtuvo 4.101 votos en la primera vuelta, el 3,16% de los sufragios.

## Historia
En el País Vasco francés, Eusko Alkartasuna (EA) participó en la creación de Euskal Herria Bai, una coalición nacionalista vasca con Abertzaleen Batasuna (AB) y Batasuna para las elecciones legislativas de Francia de 2007; y en las elecciones al Parlamento Europeo de 2009, como miembros de la Federación de Regiones y Pueblos Solidarios (RPS), tanto EA como AB dieron su apoyo a la candidatura ecologista apoyada por dicha organización, Europe Écologie.
En diciembre de 2011, AB invitó a EA y Batasuna a consolidar la coalición Euskal Herria Bai. Batasuna aceptó, pero la asamblea de militantes de EA decidió sumarse al partido ecologista Europe Écologie-Les Verts (EE-LV) mediante una nueva coalición electoral para el País Vasco francés que denominaron Amalur. EA también decidió apoyar a la candidata ecologista Eva Joly en las elecciones presidenciales. La candidatura presidencial de Joly también recibió el apoyo de la RPS, mientras que Batasuna y AB dieron libertad de voto en las presidenciales. EA afirmó que su negativa a reeditar la coalición nacionalista se debió a que Batasuna rechazó que la formación ecologista también participase en Euskal Herria Bai, algo a lo que AB estaría abierto una vez que se consolidase la unión de la izquierda abertzale.

### Programa
El programa de Amalur, basado en la «conversión ecológica de la economía, en reforzar los territorios para la creación de empleos de proximidad y en priorizar valores como la innovación, los lazos sociales y la solidaridad», proponía el abandono progresivo de la energía nuclear y un pacto para «una agricultura ecológica y una pesca razonable» en el que los transgénicos estén descartados, oponiéndose a las grandes concentraciones de granjas y criaderos de animales, y reiterando su apoyo a la agrupación ganadera Euskal Herriko Laborantza Ganbera. Amalur aboga por un sistema electoral proporcional y se declara en favor del proceso de paz en Euskal Herria.

### Candidatos y resultados
Los candidatos de Amalur para las circunscripciones vascas en las elecciones legislativas fueron militantes de EE-LV:
- Alice Leiziagezahar, en la cuarta (con Cédric Laprun, de EE-LV, como suplente), que obtuvo 507 votos (2%).
- Marie-Ange Thébaud, en la quinta (con Philippe Duluc, de EA, como suplente), que obtuvo 1.801 votos (3,6%).
- Philippe Etcheberry, en la sexta (con Claire Noblia, de EA, como suplente), que obtuvo 1.793 votos (3,25%).